# Юденко Євгеній Анатолійович
Євге́ній Анато́лійович Юденко (1987—2014) — сержант Збройних сил України, учасник російсько-української війни.

## Життєпис
Народився 1987 року в Комсомольську Полтавської області. Проживав у Скороходовому Чутівського району, де закінчив загальноосвітню школу. В 2008—2009 роках проходив строкову службу.
Мобілізований 2 квітня 2014-го, механік-водій, 93-тя окрема механізована бригада.
21 липня 2014-го загинув у бою біля села Піски — в сутичці з супротивником екіпаж БТРа натрапив на міну.
Похований у смт Скороходове Чутівського району.
Без Євгенія лишилися мама та два брати — брат Дмитро згодом служив в полку «Азов».
Після повномасштабного вторгнення брат Дмитро долучився до 3-ї штурмової бригади (ССО АЗОВ) і загинув 6 травня 2023 в селі Іванівське під Бахмутом.

## Нагороди та вшанування
- 14 листопада 2014 року за особисту мужність і героїзм, виявлені у захисті державного суверенітету та територіальної цілісності України, вірність військовій присязі під час російсько-української війни, відзначений — нагороджений орденом «За мужність» III ступеня (посмертно).
- занесений до Книги Пошани Полтавської обласної ради (посмертно)[3]